# Đại học Westminster
Đại học Westminster nằm ở trung tâm thủ đô Luân Đôn, Anh Quốc. Trường được nâng cấp từ Trường Bách khoa Trung tâm Luân Đôn (Polytechnic of Central London, gọi tắt là PCL) lên thành trường đại học, và đổi tên, vào năm 1992, do kết quả của Đạo luật giáo dục dành cho các trường cao đẳng 1992. Trường Bách khoa Luân Đôn được thành lập do sự sáp nhập giữa hai trường - Cao đẳng Luật, Ngôn ngữ và Thương nghiệp Holborn (Holborn College of Law, Languages and Commerce) và Trường Bách khoa Regent Street (Regent Street Polytechnic) - vào năm 1971. Nguyên trường này là Đại học Bách khoa Hoàng gia từ năm 1838, và vì vậy, nó là một trong những trường cao đẳng lâu đời nhất ở Anh.

## Tóm tắt

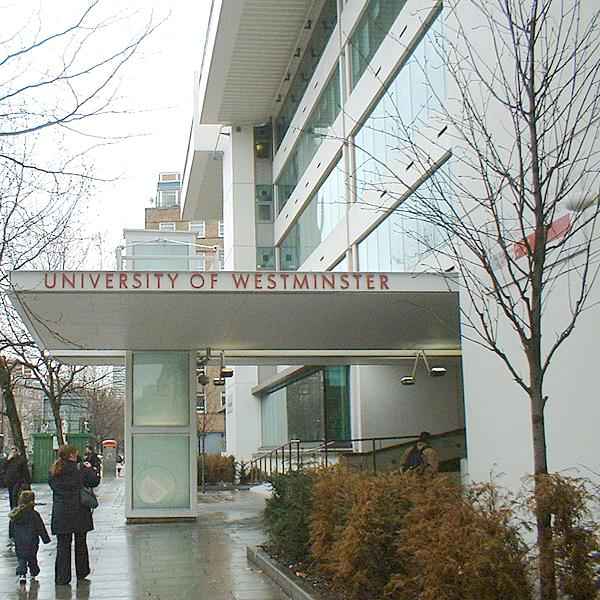
Học xá Marylebone

Cơ sở chính của Đại học Westminster nằm trên Phố Regent, phía tây Luân Đôn. Với 160 năm lịch sử, cơ sở này được phát triển từ một cơ sở giáo dục đầu tiên ở Anh Quốc cung cấp giáo huấn cao đẳng cho công nông, lên trở thành một trưởng đại học đa diện hiện đại. Hiện người ta đang có dự án cho ấn hành bản "Lịch sử Trường Đại học" vào năm 2008 để chào mừng 170 năm lịch sử của trung tâm giáo dục này. Trường hiện có khoảng 23 nghìn sinh viên, từ 132 nước trên thế giới, học tập tại đây, trong nhiều chương trình khác nhau, đào tạo từ cử nhân, thạc sĩ (cả tín chỉ lẫn nghiên cứu) cho đến tiến sĩ cùng cả những khóa chuyên ngành và những khóa ngắn hạn. Rất nhiều học sinh tham dự học ngoài giờ, vào các khóa học buổi tối hoặc trong ngày.
Năm 2005, theo báo The Guardian Đại học Westminster được xếp hạng thứ 55 trong 122 cơ sở giáo dục cấp đại học tại nước Anh.
Liên đoàn sinh viên của trường, nằm tại học xá Marylebone, bên cạnh bến tàu điện ngầm Baker Street, đề xuất và chỉ đạo nhiều hoạt động của sinh viên, như 'Inter:Mission' - một hoạt động mới với 750 nghìn bảng Anh đầu tư, được khởi động vào năm 2006. Liên đoàn còn có cả quán giải khát, câu lạc bộ buổi tối, Area 51, bố trí trong cơ sở của học xá Harrow.
Liên đoàn được thành lập năm 1966, dưới cái tên là "Liên đoàn Sinh viên Bách khoa". Ba vị chủ tịch đầu tiên của liên đoàn là Owen Spencer-Thomas 1966-1967, Roger Beavil 1967-1968 và Alan Smith 1968-1969.
Đại học Westminster là cơ sở của Viện Hàn lâm Ngoại giao Luân Đôn, điểu khiển các khóa học về môn Chính trị Quốc tế và Ngoại giao trong cả hai phân nhánh, tại Luân Đôn và tại Paris, Pháp.

## Lịch sử
Trường nguyên có 4 tên khác nhau gắn liền với lịch sử lâu dài của nó:
- Đại học Bách khoa Hoàng gia (1838-1881)
- Đại học Bách khoa phố Regent (1881-1970)
- Đại học Bách khoa Trung tâm Luân Đôn (1970-1992)
- Đại học Westminster (1992 cho tới hiện tại)

### 1838-1881
Đại học Bách khoa đầu tiên được mở cửa vào ngày 6 tháng 8 năm 1838 tại địa chỉ 309 phố Regent, dưới sự chỉ đạo của nhà khoa học và kỹ sư hàng không nổi tiếng, Sir George Cayley. Mục đích của nó là nhằm biểu trương các thành tựu phát minh trong khoa học và kỹ thuật cho công chúng được biết. Đại học Bách khoa nắm một vai trò chủ đạo trong việc khai trương và phát triển khoa học kỹ thuật, và nó trở thành một trung tâm du lịch lớn tại Luân Đôn, dưới thời đại của Nữ hoàng Victoria (thế kỷ 19).

### 1839
Đại học Bách khoa là cơ quan giáo dục đầu tiên tại Luân Đôn trình bày phát minh mới trong nhiếp ảnh, và vào năm 1841, phòng nhiếp ảnh đầu tiên ở châu Âu được mở cửa trên nóc của tòa nhà.

### 1841
Đổi tên thành Đại học Bách khoa Hoàng gia khi Hoàng thân Albert - chồng Nữ hoàng Victoria - đứng ra làm người bảo trợ.

### 1850-1879
Giám đốc của trường đại học bách khoa, giáo sư John Pepper, đã từng nổi tiếng trên thế giới là một diễn viên và một giảng viên khoa học. Ông chính là người sáng tạo ra ảo ảnh "Bóng ma Pepper".

### 1881
Trường Đại học Bách khoa Hoàng gia đóng cửa năm 1881. Cũng nội trong năm 1881, trường Bách khoa Regent Street được thành lập, gây tác động không ít trong giáo dục cao cấp bộ môn Anh văn, và đồng thời, có thể là lớn hơn, trong thể dục thể thao. 
Người thành lập trường đại học là Quintin Hogg,

## Học xá và cơ sở
- Học xá Regent
- Học xá Marylebone
- Học xá Cavendish
- Học xá Harrow
- Khu thể thao Chiswick
- Ký túc xá Alexander Fleming (dành cho sinh viên hệ Cử nhân)
- Ký túc xá Wigram House (dành cho sinh viên hệ Sau đại học)
- Ký túc xá Harrow
- Ký túc xá Marylebone
- Ký túc xá International House (dành cho sinh viên hệ Cử nhân)

## Danh sách những giảng viên và sinh viên nổi tiếng

### Giảng viên nổi tiếng
- Cherie Blair, senior barrister, vợ thủ tướng Tony Blair
- David Greene, kiến trúc sư và người sáng lập nhóm Archigram